# Luís Dias
Luís Dias (século XVI) foi um arquiteto militar português que atuou no Brasil.

## Biografia
No contexto da fundação da cidade do Salvador, na capitania da Bahia, com a função de primeira capital do Estado do Brasil, e da nomeação de Tomé de Sousa como seu Governador-geral, Luís Dias foi nomeado em 1549 como "Mestre da Fortaleza e Obras de Salvador". Trouxe consigo a traça do novo núcleo fortificado, de autoria de Miguel de Arruda, "Mestre das Obras Reais".